# Casa Milà
Casa Milà fu costruita tra il 1906 e il 1912 da Antoni Gaudí a Barcellona, in Spagna, al numero 92 del Passeig de Gràcia, nella zona d'espansione dell'Eixample, su incarico di Roser Segimon e Pere Milà.

## Storia
La casa Milà si colloca nel cuore dell'Eixample, quartiere sorto nella seconda metà del XIX secolo su progetto di Ildefons Cerdà i Sunyer, il quale aveva risolto le drammatiche emergenze abitative del barrio storico con la costruzione di una fitta rete di larghe strade perpendicolari e uniformi e di complessi edilizi ampi, arieggiati e luminosi. Gli appartamenti dell'Eixample divennero immediatamente appannaggio dell'abbiente borghesia catalana, che iniziò a gravitare soprattutto intorno all'asse costituito dal Passeig de Gràcia, strada alberata e vibrante dove i migliori architetti di Barcellona avevano lasciato la loro impronta. Fra questi va certamente segnalato Antoni Gaudí, che qui era intervenuto con la costruzione della celebre casa Batlló, inaugurata nel 1906.
In questo contesto Gaudí fu incaricato di costruire una casa padronale per conto di Pere Milà i Camps, un ricco uomo d'affari proprietario di varie industrie tessili e marito di Roser Segimon i Artells, anch'essa borghese dal solido portato economico, vedova di José Guardiola Grau, emigrante spagnolo che aveva fatto fortuna in America con le piantagioni di caffè. Entrambi i coniugi, dunque, godevano di una situazione economica e sociale assai privilegiata, che volevano sfoggiare trasformando la propria dimora in un palazzo elegante, innovativo e ricco di dettagli lussuosi. Fu per questo motivo che, nel 1905, i Milà acquistarono il lotto sul Passeig de Gràcia e commissionarono il progetto ad Antoni Gaudí, architetto di prestigio che si era già segnalato con progetti come il parco Güell (1900-1914) e la casa Batlló (1904-1906).
Come di consueto in Gaudí la costruzione del complesso subì molti ritardi e rallentamenti. Furono molte, infatti, le obiezioni sollevate dall'amministrazione comunale, che non esitò a segnalare come molte delle caratteristiche della casa Milà non rispettassero le normative vigenti: una colonna della facciata, infatti, non concordava con l'allineamento delle facciate essendo aggettante di un metro sul marciapiede, e la mansarda superava in altezza i termini massimi consentiti dalla legge. Gaudí, noncurante delle contestazioni mosse dal genio civile, replicò con il suo consueto sarcasmo, rivolgendo alle autorità le seguenti parole:
(Antoni Gaudi)

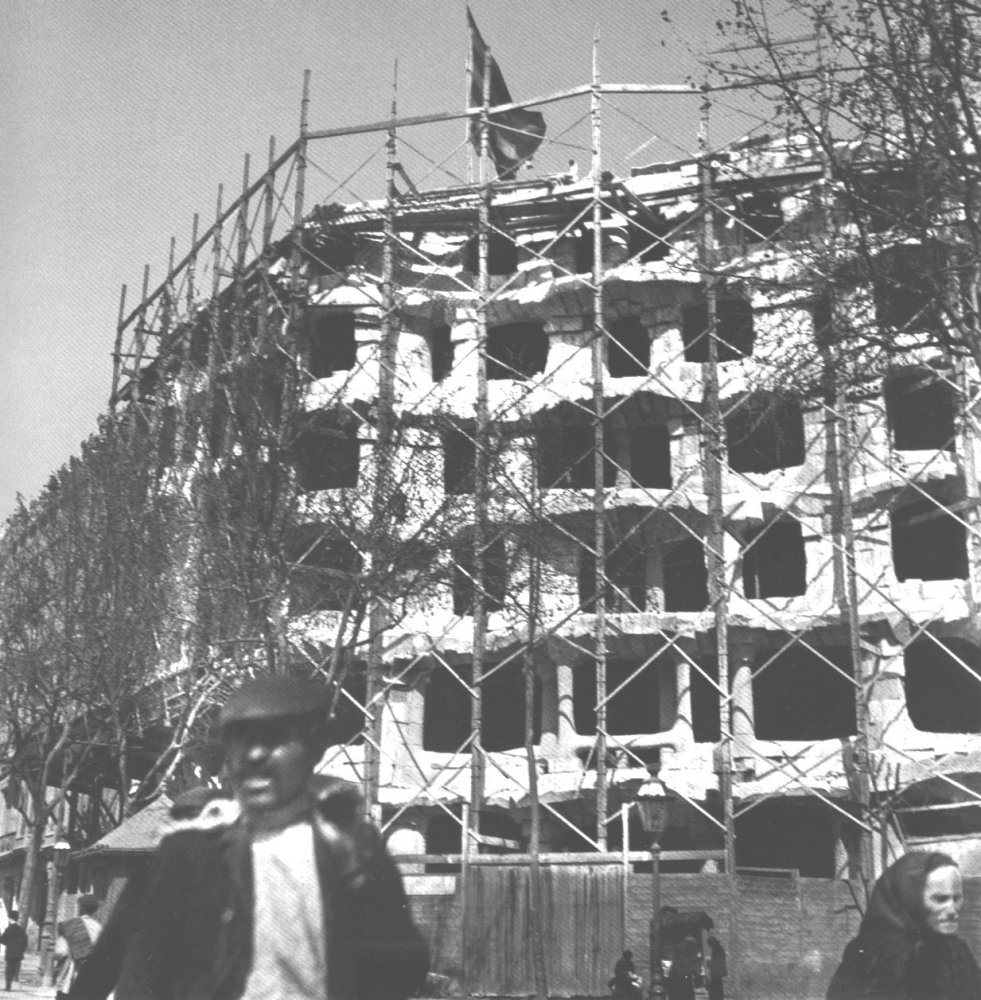
Cantiere della casa Milà

Grazie alla sapiente escogitazione di Gaudí alla fine la colonna non fu mutilata. Anche la seconda controversia, quella relativa alla mansarda, fu risolta quando fu osservato che la casa Milà, essendo un edificio monumentale, non era tenuta a rispettare rigorosamente le ordinanze comunali (in questo modo Gaudí riuscì a preservare l'altezza del tetto, nonché a evitare una salata multa di 100 000 pesetas). Vi fu, tuttavia, un terzo incidente, che Gaudí non riuscì a comporre e che, anzi, lo persuase ad abbandonare la costruzione dell'edificio: per fortuna al completamento mancavano solo dei lavori di finitura, allorché - nonostante Gaudí abbia sempre considerato la casa Milà un'opera «incompleta» (ne parlava nei termini di «un gigante senza testa») - le sue qualità architettoniche, al momento dell'abbandono, erano già compiutamente definite. Gaudí, infatti, aveva caricato la casa Milà di una precisa simbologia religiosa, concependola come un santuario per la Vergine del Rosario, che intendeva onorare pubblicamente con una serie di riferimenti iconografici (a partire da un enorme gruppo scultoreo in bronzo dorato da collocarsi sul fastigio). Alla deflagrazione della cosiddetta «Settimana Tragica», tuttavia, Barcellona fu insanguinata da violenti moti anticlericali che sollecitarono Milà a rinunciare a questo monumento mariano, ritenendo prudente arginare la furia iconoclasta dei rivoltosi, i quali in tal modo avrebbero potuto scambiare l'intera costruzione - già sensazionale di per sé - per un convento. Gaudí, alla fine, fu costretto a cedere alla richiesta di Milà: ne sorse un'aspra disputa che, alla fine, non fu mai composta, e che persuase Gaudí per l'appunto ad abbandonare la costruzione dell'opera, che restava incompleta solo per la decorazione interna ed esterna, e ad affidarla ai suoi collaboratori Jujóo e Clapés. Dichiarata monumento storico-artistico nazionale nel 1969, dal 1984 la Casa è entrata a far parte del patrimonio mondiale dell'UNESCO, all'interno del sito «Opere di Antoni Gaudí».

## Descrizione
L'edificio, insediato su un lotto di 1 620 m2, si sviluppa su sei piani articolati intorno a due cortili interni - di cui uno di forma circolare e uno ovale - più un seminterrato, un loft e il tetto, il quale - in piena sintonia con la poetica gaudiana - possiede una dignità architettonica autonoma. La struttura portante è costituita da colonne di mattoni e pietra: le pareti divisorie interne, infatti, non hanno alcuna funzione strutturale e le loro conformazioni variano da un piano all'altro.

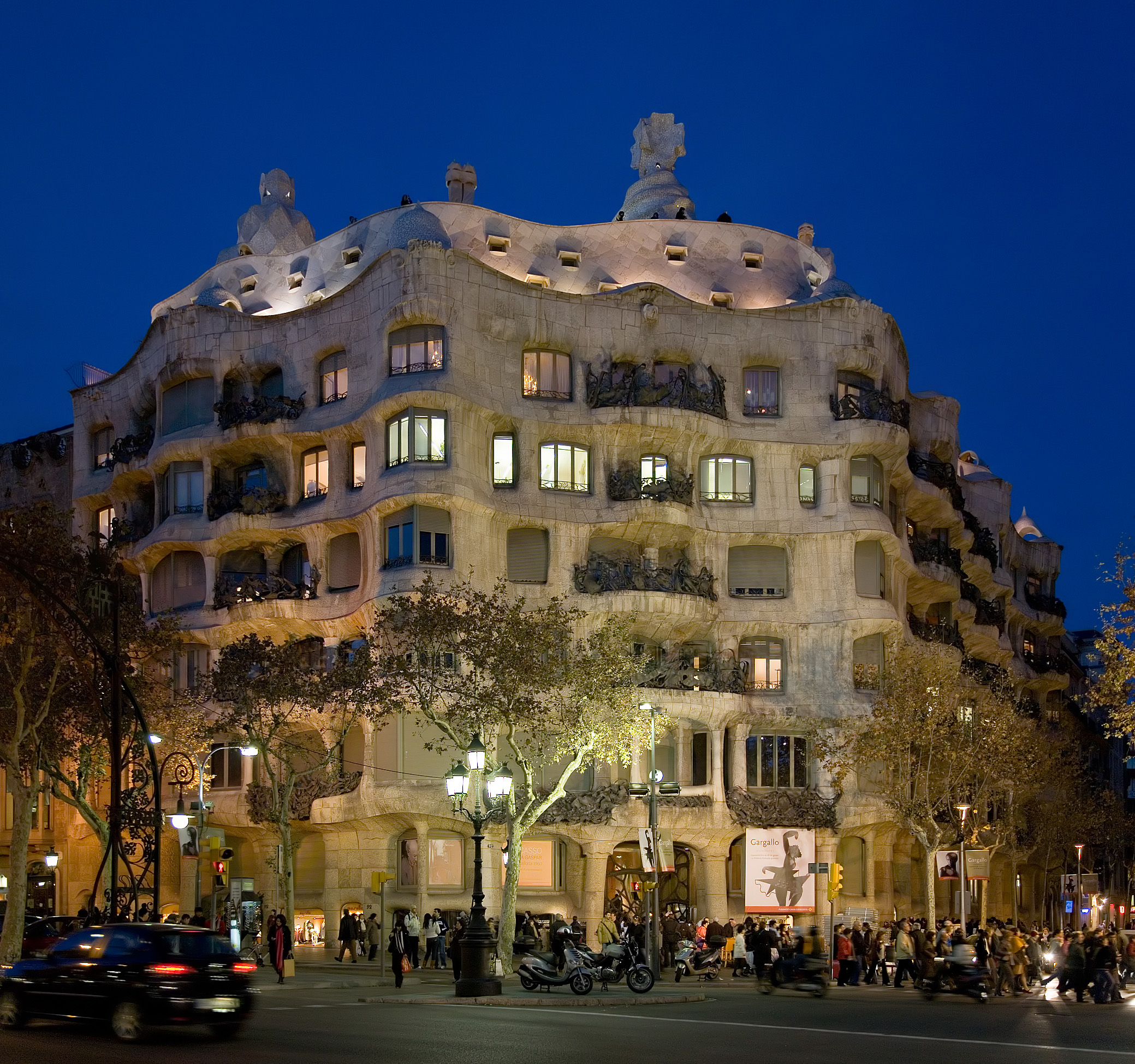
La casa Milà di sera

### Facciata
Il fabbricato è dotato di tre facciate distinte, di cui una prospettante su Passeig de Gràcia, una su Carrer de Provenza e una di raccordo fra le due precedenti che si inarca seguendo il profilo delle due strade perimetrali: le tre facciate, tuttavia, presentano un'importante continuità formale e stilistica, allorché sembrano fondersi dinamicamente in un unico corpo compatto e ininterrotto che colpisce immediatamente lo spettatore per le sue qualità plastiche e scultoree.
Gaudí, infatti, con la casa Milà - che, si ricorda, è l'ultima sua importante costruzione civile - dà libero sfogo alla sua poetica visionaria e, facendo ricorso a una pietra grezza, battuta, martellata, crea una facciata rocciosa, ondulata, scabra, che dà l'idea di un'emersione rocciosa plasmata, nel corso di eventi geologici arcani, dalla forza erosiva del mare e degli agenti atmosferici: l'intera costruzione, non per ragioni fortuite, è anche nota con il nomignolo di «La Pedrera» [la cava di pietra], complici anche le varie finestre, del tutto simili a grotte e aperture naturali (molti, non a caso, hanno colto in questa struttura pietrificata un ancestrale quanto devoto omaggio ai massicci rocciosi della Catalogna, terra alla quale Gaudí si sentiva intimamente legato). Questo discorso plastico così libero e vitale, pur non raggiungendo la concitata esuberanza della casa Batlló, dà vita a una successione ritmica e fluttuante di ondulazioni, sporgenze, nicchie, dove si assiste alla più completa e totale negazione della linea retta, in favore di corposità serpeggianti «che segnano inquietanti percorsi [...] di un mondo fossile che sembra pulsare di vita propria» (Luca Quattrocchi). Di seguito si prosegue il commento del Quattrocchi:
(Luca Quattrocchi)

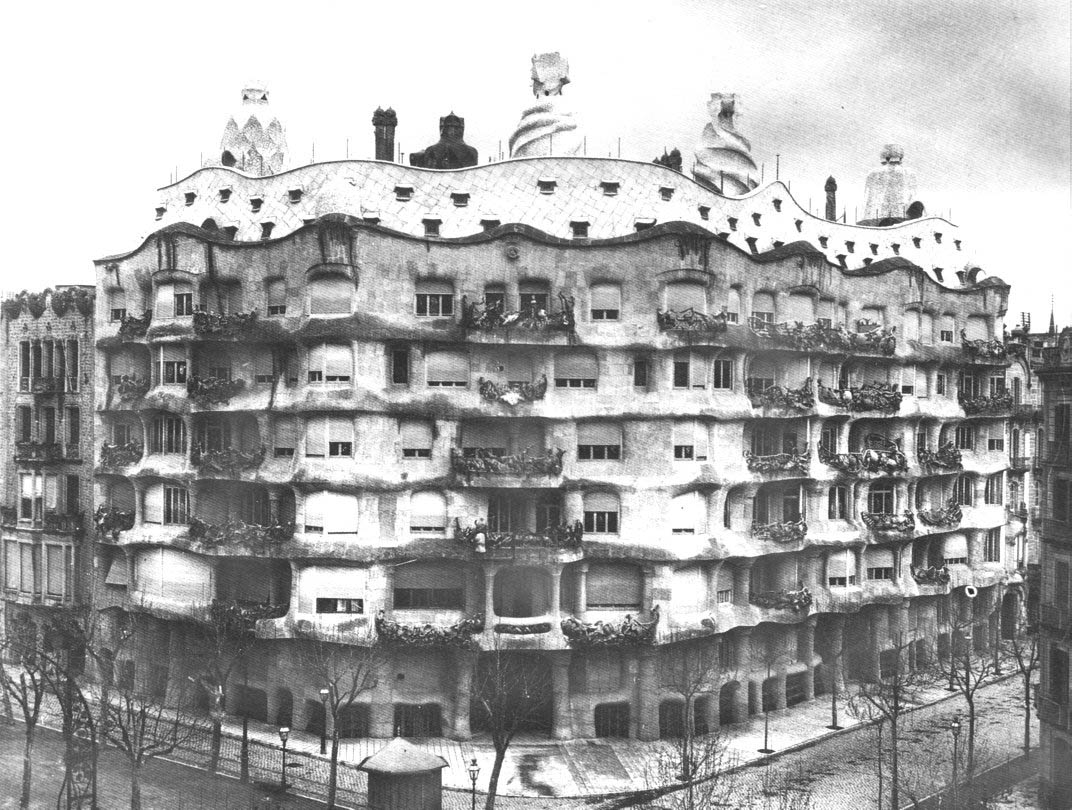
La Pedrera tra il 1912 e il 1914 in una fotografia pubblicata sulla Revista Nova

Come di consueto in Gaudí questa forza rappresentativa non si abbandona affatto all'irrazionalità e all'arbitrarietà, rispondendo piuttosto a una prassi costruttiva altamente razionale e valevole. Per rendere staticamente affidabile una struttura così dinamica e inusitata come la casa Milà, infatti, Gaudí prevede un solido telaio interno in ferro rinforzato da una sorta di «laterizio armato»; analogamente i balconi sono spesso consolidati da aste metalliche orizzontali, nonché muniti di vetri per garantire un'illuminazione ottimale dei piani sottostanti (barre di metallo sono state inserite anche a livello dei pilastri e delle sezioni di muratura). Persino il profilo ondoso delle linee crestate orizzontali della facciata segue in realtà la rigorosa geometria dell'arco parabolico e iperbolico, a dimostrazione di come Gaudí sia in grado di coniugare la propria ribollente fantasia con leggi geometriche ben precise e affidabili. Notevole, infine, anche la lavorazione delle superfici esterne della facciata, modellate artigianalmente in modo tale da simulare quella porosità e scabrosità tipica della roccia.

### Interni

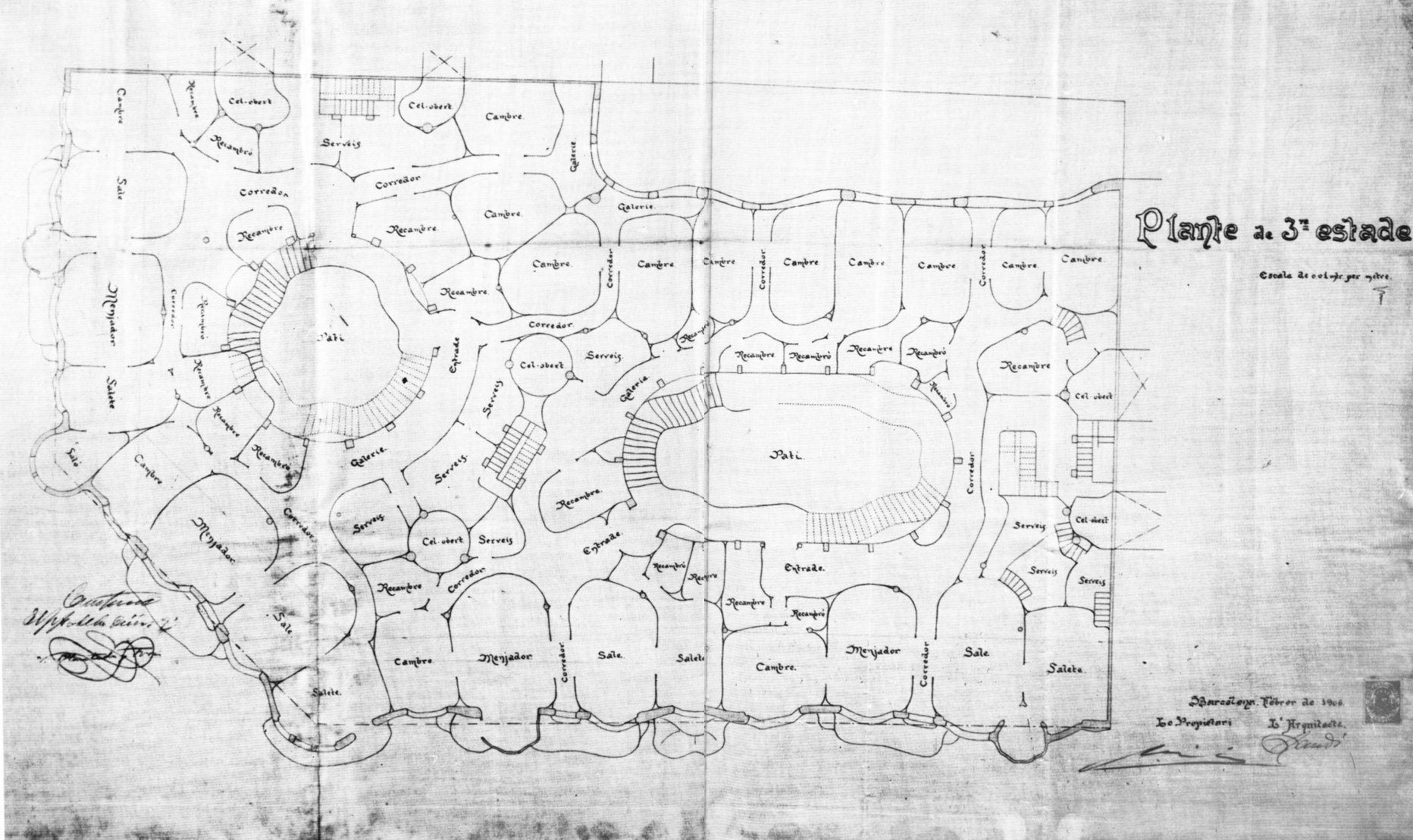
Pianta del terzo piano dell'edificio: si noti l'esplicita rinuncia gaudiana alle linee e agli angoli retti

Gli spazi interni di casa Milà sono stati progettati secondo criteri funzionali in grado di garantire una comunicazione fluida e agevole tra le varie parti dell'edificio. Di particolare pregio la soluzione distributiva adottata da Gaudí, che ha ricavato all'interno del costruito due cortili interni (uno di forma circolare e uno di forma ovale) funzionali non solo alla distribuzione, ma anche all'illuminazione e all'aerazione di tutti e cinque i piani del complesso edilizio.
Lo sperimentalismo geometrico della facciata si estende anche negli interni, i quali pure sono svolti secondo geometrie curvilinee che eludono completamente le linee e gli angoli retti: si ottiene così un'«aggregazione alveolare che configura spazi irregolari e molteplici; una libera e spontanea gemmazione [di] spazi misteriosi e inafferrabili, geometricamente ambigui come dettagli di origine naturale dilatati a scala architettonica e percorribili secondo un occulto tracciato spaziale» (Quattrocchi). Questa estrema libertà in pianta è resa possibile dall'adozione di una griglia irregolare di travi metalliche e pilastri di materiali e dimensioni variabili, all'interno della quale si trovano le tradizionali volte in folio in laterizio, le quali rendono superflue le tradizionali murature portanti: in questo modo Gaudí ha potuto costruire gli interni in completa libertà, disponendo le pareti a piacimento, secondo un approccio progettuale che anticipa le future intuizioni strutturali di Le Corbusier (espliciti i rimandi al plan libre) e Hermann Finsterlin.

### Tetto
Altra peculiarità del complesso edilizio, oltre la facciata clastica ed il libero svolgimento degli spazi interni, è costituita dal tetto. In maniera ancora più spiccata che in casa Batlló, infatti, Gaudí non concepisce il tetto come un mero aggregato di tegole atto ad offrire coperture agli spazi interni superiori, bensì dà vita a uno spazio sensato non solo dal punto di vista funzionale ma anche sotto quello estetico.

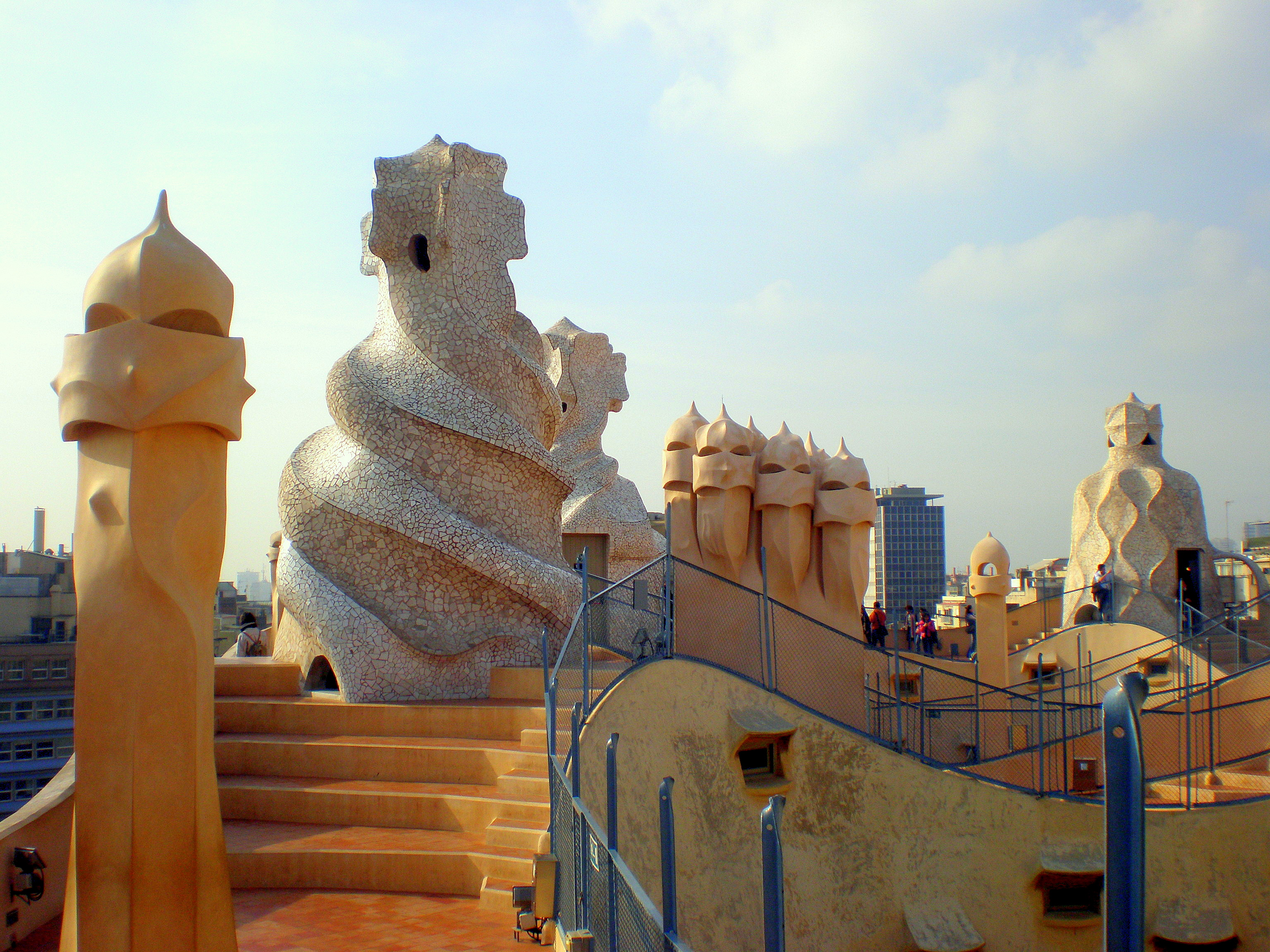
Il tetto di casa Milà

Il surreale percorso predisposto da Gaudí viene infatti valorizzato dalla presenza di trenta camini, di due giri di ventilazione e di sei sbocchi delle fluide scale di servizio, tutti elementi che - malgrado la loro natura funzionalistica - sono concepiti come vere e proprie opere d'arte: ognuno di questi, infatti, è risolto in forme diverse che, in modo più o meno marcato, rispondono ciascuna ad una sfaccettatura particolare dell'enigmatico universo simbolico gaudiano. Sono presenti, infatti, ciminiere isolate e disposte in gruppo, ciminiere elicoidali e ciminiere coronate da quello che sembra essere il casco di un guerriero: interessante, in particolare, la ciminiera che presenta un cuore inciso nel lato verso Reus, città natale di Gaudí, e una lacrima in quello rivolto verso la Sagrada Familia, forse a testimoniare il dispiacere dell'architetto di vedere la propria opera magna incompleta. I toni cromatici prevalenti dei caminetti sono cremosi, anche se spesso non mancano accensioni di colori più intensi e variopinti. Ricorda anche il mare.
Si viene così a generare uno spazio esuberante, unico, originale e inaspettatamente complesso, che non ha mancato di colpire la fantasia di scrittori, storici e critici d'arte (per George Collins si tratta di un wonderland, paese delle meraviglie, mentre il poeta Pere Gimferrer affermò di trovarsi davanti a un «giardino dei guerrieri»). La copertura-terrazza, infatti, è percorribile e si snoda su sezioni variamente dimensionate collocate a quote diverse e raccordate da «scale che salgono e scendono come in un sogno» (Collins). La terrazza è stata interessata persino da delle massicce interpretazioni simboliche che vi hanno visto rinvii a La vita è sogno di Pedro Calderón de la Barca, all'Amleto di Shakespeare, alle Metamorfosi di Ovidio, o persino a figure mitiche e cristiane.